# Ussif Rashid Sumaila
Pour les articles homonymes, voir Sumaila (homonymie).
 (juin 2024).
La mise en forme du texte ne suit pas les recommandations de Wikipédia : il faut le « wikifier ».
Les points d'amélioration suivants sont les cas les plus fréquents. Le détail des points à revoir est peut-être précisé sur la page de discussion.
- Les titres sont pré-formatés par le logiciel. Ils ne sont ni en capitales, ni en gras.
- Le texte ne doit pas être écrit en capitales (les noms de famille non plus), ni en gras, ni en italique, ni en « petit »…
- Le gras n'est utilisé que pour surligner le titre de l'article dans l'introduction, une seule fois.
- L'italique est rarement utilisé : mots en langue étrangère, titres d'œuvres, noms de bateaux, etc.
- Les citations ne sont pas en italique mais en corps de texte normal. Elles sont entourées par des guillemets français : « et ».
- Les listes à puces sont à éviter, des paragraphes rédigés étant largement préférés. Les tableaux sont à réserver à la présentation de données structurées (résultats, etc.).
- Les appels de note de bas de page (petits chiffres en exposant, introduits par l'outil «  Source ») sont à placer entre la fin de phrase et le point final[comme ça].
- Les liens internes (vers d'autres articles de Wikipédia) sont à choisir avec parcimonie. Créez des liens vers des articles approfondissant le sujet. Les termes génériques sans rapport avec le sujet sont à éviter, ainsi que les répétitions de liens vers un même terme.
- Les liens externes sont à placer uniquement dans une section « Liens externes », à la fin de l'article. Ces liens sont à choisir avec parcimonie suivant les règles définies. Si un lien sert de source à l'article, son insertion dans le texte est à faire par les notes de bas de page.
- La présentation des références doit suivre les conventions bibliographiques. Il est recommandé d'utiliser les modèles {{Ouvrage}}, {{Chapitre}}, {{Article}}, {{Lien web}} et/ou {{Bibliographie}}. Le mode d'édition visuel peut mettre en forme automatiquement les références.
- Insérer une infobox (cadre d'informations à droite) n'est pas obligatoire pour parachever la mise en page.

Pour une aide détaillée, merci de consulter Aide:Wikification.
Si vous pensez que ces points ont été résolus, vous pouvez retirer ce bandeau et améliorer la mise en forme d'un autre article.
Ussif Rashid Sumaila est professeur d'économie des océans et des pêches à l'université de la Colombie-Britannique (UBC), au Canada, et directeur de l'unité de recherche en économie des pêches à l’Institut des océans et des pêches de l'UBC (anciennement connu sous le nom de Centre des pêches de l'UBC). Il est également nommé à la School of Public Policy and Global Affairs de l'UBC. Il se spécialise dans la bioéconomie, l'évaluation des écosystèmes marins et l'analyse de problèmes mondiaux tels que les subventions à la pêche, la pêche illégale, non déclarée et non réglementée et l'économie de la pêche en haute mer. Sumaila a de l'expérience dans des projets de pêche et de ressources naturelles en Norvège, au Canada et dans la région de l'Atlantique Nord, en Namibie et dans la région de l'Afrique australe, au Ghana et dans la région de l'Afrique de l'Ouest, ainsi qu'à Hong Kong et en mer de Chine méridionale. Il a obtenu son baccalauréat ès sciences avec distinction de l'université Ahmadu-Bello au Nigéria et son doctorat de l'université de Bergen en Norvège.
En février 2023, Sumaila a été co-récipiendaire du prix Tyler 2023 pour les réalisations environnementales, avec Daniel Pauly, qui a été décrit comme le « prix Nobel de l'environnement ».
Le travail de Sumaila sur les subventions internationales à la pêche a eu une influence sur le cycle de négociations de Doha de l'organisation mondiale du commerce (OMC) concernant les subventions et les mesures compensatoires. Les conseils d'experts de Sumaila ont été sollicités par la Maison Blanche, les Nations unies, la Banque asiatique de développement et les parlements du Canada et du Royaume-Uni. Sumaila a également été présenté dans le documentaire populaire End of the Line.

## Projets actuels
Directeur scientifique d' Océan Canada
Auteur principal, Groupe de travail sur les conditions du Millennium Assessment Research Group WorldFish Center, Penang, Malaisie.
Rédacteur en chef du chapitre sur la pêche du Rapport sur l'économie verte des Nations Unies.

## Contributions aux revues
Il a publié des articles dans plusieurs revues, notamment Journal of Environmental Economics and Management, Journal of Bionomics, Land Economics, ICES Journal of Marine Science, Environmental and Resource Economics et Ecological Economics. Les travaux de Sumaila ont suscité beaucoup d'intérêt et ont été cités, entre autres, par The Economist, le Boston Globe, l'International Herald Tribune et le Vancouver Sun.